# Bërxullë
Bërxullë è una frazione del comune di Vorë in Albania (prefettura di Tirana).
Fino alla riforma amministrativa del 2015 era comune autonomo, dopo la riforma è stato accorpato, insieme all'ex-comune di Prezë a costituire la municipalità di Vorë.

## Località
Il comune era formato dall'insieme delle seguenti località:
- Berxulle
- Berxulle - Koder
- Bruke
- Domje
- Mukaj